# Palazzo degli Studi (Neapel)

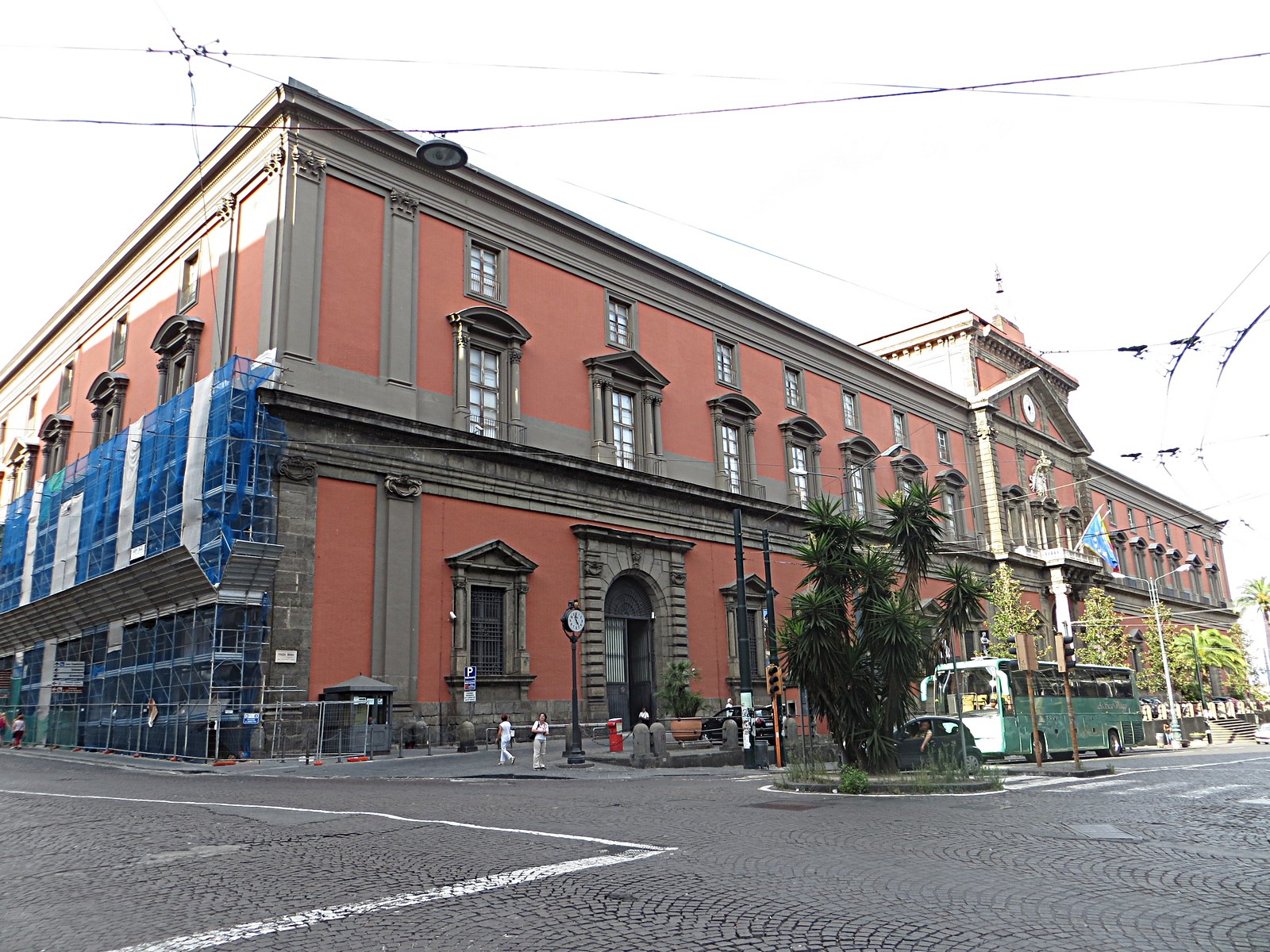
Palazzo degli Studi in Neapel

Der Palazzo degli Studi ist ein Palast aus dem 16. Jahrhundert im Viertel Sanità in Neapel in der italienischen Region Kampanien. Er liegt an der Piazza Museo, 19 und beherbergt heute das Archäologische Nationalmuseum Neapel.

## Geschichte

### 16. Jahrhundert
1586 begann man mit dem Bau dieses Gebäudes, zunächst als Kavalleriekaserne unmittelbar außerhalb des Mauerrings der Stadt. (Dieser lag dort, wo sich heute die Vorhallen vor der Galleria Principe di Napoli befinden.) Die Kaserne war viel kleiner als der heutige Museumspalast und ihr Haupteingang lag auf der Westseite, an der heutigen Via Santa Teresa degli Scalzi. Dort ist er heute noch sichtbar, wenn auch vermauert, gekennzeichnet durch zwei gedrungene Säulen aus mit Abstand übereinander gesetzten Basaltsteinen. Die Arbeiten aber schritten nur langsam voran, auch durch den Wassermangel in der Gegend.

### 17. Jahrhundert
1612 entschloss sich der Vizekönig, Don Pedro Fernandez de Castro, Graf von Lemos, in das unfertige Gebäude die Universität Neapel Federico II zu verlegen („Palazzo dei Regi Studi“), die vorher in San Domenico Maggiore war.
Mit den Umbauarbeiten wurde Giulio Cesare Fontana betraut. Sie sahen  ein weites Atrium in der Mitte vor, das sich nach Süden öffnete (der heutige Haupteingang) und an das sich hinten eine große Aula mit Apsis anschloss, die für feierliche Zusammenkünfte gedacht war (der „Sala dei Concorsi“), belichtet durch einige große Fenster, und über dem Atrium einen weiten Bibliothekssaal. An den Seiten dagegen, symmetrisch angeordnet, zwei rechteckige Innenhöfe, umgeben von Vorhallen, zu denen hin sich die verschiedenen Aulen öffneten.
Die Außenansicht zeigte den Haupteingang, flankiert von zwei Marmorsäulen und zwei großen Fenstern, Wappen unterhalb der Balkone, große Fenster für die Bibliothek und ganz oben ein Giebel. Die Fassade der Seitenflügel, die nur aus einem Erdgeschoss bestanden, war durch große Fenster mit Tympana gekennzeichnet, die an den Spitzen mit Vasen und Medaillons, die Büsten enthielten, im Wechsel mit Nischen, die Statuen enthielten, dekoriert waren (wie verschiedene alte Drucke und ein berühmtes Gemälde von Viviano Codazzi bezeugen).
Auch wenn das Gebäude 1615 noch nicht fertiggestellt war, wurde es eingeweiht, aber bereits ein Jahr später wurden die Arbeiten wegen der Abreise Fontanas aus Neapel unterbrochen. Zwischen 1670 und 1688 wurden wegen der Gebäudesetzungen und vor allen Dingen wegen der schweren Erdbeben, die die Stadt trafen, die Bögen der Vorhallen zum Innenhof hin geschlossen, um hauptsächlich den mittleren Baukörper zu stützen; auch die Fenster der Aula mit ihrer Apsis wurden zugemauert.

### 18. Jahrhundert

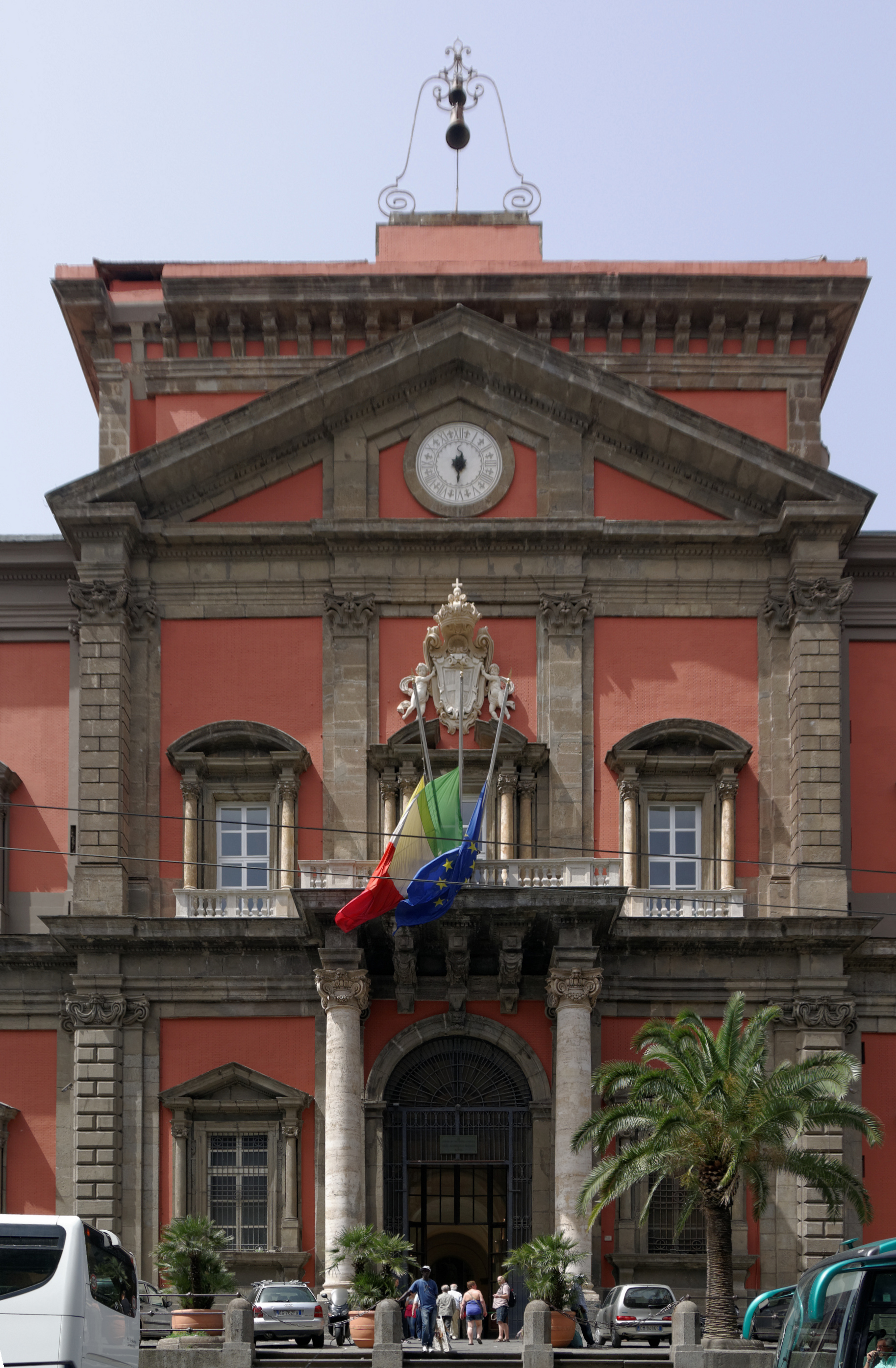
Der Haupteingang

Als die Bourbonen an die Macht kamen, betraute König Karl VII. von Neapel bereits 1735 Giovanni Antonio Medrano mit der Reparatur der Schäden an dem Palast. Medrano ist auch die geniale Lösung der Decke im „Großen Saales“ im ersten Obergeschoss mit einem doppelten Dach zuzuschreiben: Ein Innendach aus Balken und hölzernen Zugstangen, an dem das später mit Fresken versehene Gewölbe abgehängt ist, und ein weiteres, höher gelegenes Fachwerk, das alles abdeckt und das eigentliche Dach darstellt.
1742 begann der Architekt Ferdinando Sanfelice mit dem Bau des Ostflügels des Palastes, aber die Arbeiten wurden 17 Jahre später unterbrochen, da König Karl Neapel verließ und den spanischen Thron bestieg.
1777 beschloss König Ferdinand IV., nach dem Umzug der Universität in das ehemalige Salvatorkloster, sowohl das Museo Hercolanese aus der Reggia di Portici, als auch das Museo Farnesiano aus der Reggia di Capodimonte in den Palast zu verlegen. Mit den Umbauarbeiten wurde Ferdinando Fuga betraut. Er verkleinerte das dreischiffige Eingangsatrium auf nur noch ein Schiff und ließ alle Bögen zumauern. Das Gleiche wurde mit der gesamten westlichen Vorhalle gemacht, während die Aula mit ihrer „Apsis dei Concorsi“ aufgegeben und an ihrer Stelle die heutige Monumentaltreppe in Piperno errichtet wurde.
Wachsende Kritik am Vorgehen von Fuga (dunkler Zugangskorridor, schlechte Belichtung der Akademie, ausufernde Kosten) sorgte dafür, dass 1780 Pompeo Schiantarelli mit der Fortführung der Arbeiten betraut wurde. Dieser zögerte nicht, das alte, dreischiffige Atrium wiederherzustellen, indem er dessen Bögen wieder öffnen ließ. Vor dem Palast schuf er einen Erdwall mit zugehörigen Basaltstufen. Zudem arbeitete er die Pläne für die Erhöhung des Gebäudes aus, indem er die schrägen Dächer über den Seitenflügeln abreißen und durch Terrassen ersetzen ließ.
Während Pietro Bardellino 1781 das Fresko auf dem Gewölbe des Großen Salons schuf, wurden die Arbeiten kurzzeitig unterbrochen, erst wegen des Todes von Fuga, dann aus Geldmangel und schließlich wegen des Erdbebens in Kalabrien, das sämtliche Ressourcen erschöpfte.
Mit der Ankunft der Farnesischen Sammlungen in Neapel wurde eine Erweiterung des Gebäudes notwendig. Das erste Projekt von Schiantarelli sah eine Erweiterung Richtung Norden vor, wozu der Garten des Klosters Santa Teresa degli Scalzi erworben und eine große, halbkreisförmige Galerie gebaut werden sollte. Dieses Projekt wurde abgeändert, sodass anstatt des halbkreisförmigen Gebäudes ein weiterer, breiter, rechteckiger Baukörper mit einem einzigen Innenhof in der Mitte errichtet wurde, also mit insgesamt zwei symmetrischen Innenhöfen. Im Wesentlichen war es eine Verdopplung des bestehenden Gebäudes nach Norden. Aber die exzessiven Kosten dieser Projekte zwangen Schiantarelli, das Ganze in einem dritten Projekt neu zu veranschlagen. Die Arbeiten wurden 1790 wieder aufgenommen, aber im Jahr darauf schlug der Astronom Giuseppe Casella vor, eine Sternwarte in das Gebäude zu integrieren, was dazu zwang, ein geändertes, letztes Projekt auszuarbeiten. Dieses sah die Errichtung eines hohen Turms an der Nordostecke des Gebäudes vor (wo heute die Plastik von Pompeji ausgestellt ist). Obwohl König Ferdinand IV. dem Umbauprojekt zugestimmt hatte, wurden die Arbeiten ziemlich bald eingestellt, da die Gegend sich nicht für eine Sternwarte eignete, weil sie zu tief lag. Am Ende wurde lediglich eine imposante Sonnenuhr auf dem Boden des Großen Salons angelegt und der Saal später in „Salone di Meridiana“ umbenannt.
Während der Fertigstellung der Arbeiten an dem Gebäude erteilte der König abschließend grünes Licht für den Kauf des Gartens der theresianischen Pater. Da die Pater aber darauf bestanden, dass ihnen ein Teil des Gartens überlassen bliebe, musste Schiantarelli sein Projekt zum fünften Mal umändern. 1793 war das erste Stockwerk fertiggestellt, wobei die Seitenflügel nun bis zum Sockel des Giebels des Großen Salons reichten, der auch als Stützpfeiler diente, was sich positiv auf die Stabilität des Baus während des Erdbebens 1805 auswirkte. Mit der Fertigstellung sah man sich gezwungen, auch die äußere Ansicht des Palastes neu zu gestalten. So wurden all die barocken Verzierungen von 'Fontana (die Zinnen, die Vasen, die Rondelle mit den Büsten und auch die Nischen mit den Statuen) entfernt und lediglich an den Ecken des Gebäudes doppelte Lisenen hinzugefügt. Mit dem Verlust seiner barocken Elemente erhielt das Gebäude letztendlich sein für die damalige Zeit typisches Aussehen, also das eines klassizistischen Palastes. Zwischen 1793 und 1798 scheiterten mehrere Vorhaben den Palast zu erweitern und die durchgeführten Aufstockungen verursachten erste statische Probleme. Schiantarelli versuchte dem entgegenzuwirken, aber seine vorgeschlagenen Lösungen waren einer noch heftigeren Kritik ausgesetzt. Er verarmte und starb schließlich.

### 19. Jahrhundert
1799 wurde der Architekt Francesco Maresca mit der Realisierung eines weiteren Erweiterungsprojektes für den Palast betraut. Dieses Projekt, das grandioseste von allen, sah den Erwerb aller Grundstücke der Theresianerpater vor, den Abriss der beiden Kreuzgänge und sogar die Integration der Kirche Santa Teresa degli Scalzi. Trotz Zustimmung des Ministerrates 1802 wurde dieses Projekt wegen der entschiedenen Opposition der Klosterbrüder nie realisiert, ja nicht einmal begonnen. Dies verhinderte jedoch nicht, dass die Fertigstellungsarbeiten am bestehenden Gebäude fortgesetzt werden konnten. Von 1808 bis 1813 wurden in den westlichen Sälen des ersten Obergeschosses Fliesen und Mosaike gelegt, die man bei den archäologischen Ausgrabungen am Vesuv gefunden hatte. Darüber hinaus führten andere kleine Arbeiten nördlich des Palastes 1810 zur Entdeckung einer der bedeutendsten Nekropolen des griechischen Neapel: Der Nekropole von Santa Teresa. Der Wunsch, den Palast zu erweitern, wurde jedoch nach der Eröffnung des Corso Napoleone, der neuen Verbindungsstraße zwischen dem Palazzo degli Studi und der Reggia di Capodimonte 1807–1809 (heute Via Santa Teresa degli Scalzi und Corso Amadeo di Savoia) drastisch begrenzt und zurückgestutzt, ebenso wurden die angrenzenden Grundstücke bald an Privatpersonen verkauft, die dort ihre Paläste und Wohnhäuser errichten ließen.
1852 wurde mit dem Abriss der Getreidespeicher von Neapel (der sogenannten „Fosse del Grano“) die Via Toledo bis zum Palazzo degli Studi verlängert, womit die heutige Via Pessina eröffnet wurde. Mit dem späteren Abriss der Stadtmauer aus dem 16. Jahrhundert und der Porta di Costantinopoli wurde der Palast zu einem vollwertigen Teil des städtischen Gefüges.
1866 schlug der Architekt Giovanni Riegler der Stadt ein Projekt vor, der einen öffentlichen Park zwischen der heutigen Piazza Dante und dem Palast vorsah, wobei letzterer als malerische Kulisse am Ende des Parks dienen sollte. Das Projekt wurde aber wegen der Grundstücksspekulanten, die diese Grundstücke für den Bau neuer Wohnhäuser vorsahen (die heute noch an dieser Stelle stehen), bevor Rieglers Projekt bestätigt werden konnte, nicht realisiert. Dies versuchte man zu korrigieren, als zwischen 1870 und 1883 eine neue „Verbindung“ zwischen dem Palast und der Stadt realisiert wurde: Die Galleria Principe di Napoli.

### 20. und 21. Jahrhundert
1920 wurde nach 335 Jahren Bauzeit das Museumsgebäude schließlich fertiggestellt; die letzten Räume im unvollendeten Teil des zweiten Obergeschosses, dem östlichen Teil, wurden komplettiert (heute ist dort die Medaillensammlung untergebracht).
1929 realisierte man doch noch eine Erweiterung des Palastes, den sogenannten „Neuen Flügel“. Die neuen Räumlichkeiten waren im Vergleich mit den grandiosen Projekten von Schiantarelli und Maresca eine ziemlich armselige Angelegenheit; tatsächlich bestehen sie aus einer Galerie, die man anschließend an die Umfassungsmauer des Gartens der Theresianerpater baute (dort sollten Inschriften und Epigraphen ausgestellt werden); sie wurde 1932 um ein Stockwerk erhöht, das die ganz neue „Abteilung für alte Technologie und Mechanik“ aufnehmen sollte.
Das Gebäude und seine Sammlungen wurden beim Erdbeben am 23. Juli 1930 stark beschädigt. Man nutzte die Gelegenheit, das Gebäude zu sanieren. Es überstand fast unbeschädigt die Bombardements im Zweiten Weltkrieg.
Ab den 1960er-Jahren nahmen die Zeichen von Instabilität, die das Gebäude schon früher beeinträchtigt hatten, zu, eine Instabilität, die auf die Tatsache zurückzuführen war, dass das Gebäude keine Fundamente besaß, die ausreichend gewesen wären, das zusätzliche Stockwerk, das ursprünglich nicht vorgesehen war, zu stützen. Die schweren Risse, die vor allen Dingen den Westflügel betrafen, sorgten dafür, dass das Gebäude unbewohnbar wurde und von allen darin befindlichen Sammlungen geräumt werden musste. Ab 1967 wurden grundlegende Konsolidierungs- und architektonische Restaurierungsarbeiten an dem durchgeführt, beginnend mit dem Dach des Salone della Meridiana und ab 1970 auch am Westflügel, wo die Arbeiten zehn Jahre lang dauerten.
Zum Abschluss der Restaurierung 1986 konnte man die Vorhallen um den westlichen Innenhof erneuern, indem man die Mauern abriss, die Ferdinando Fuga in den Bögen hatte bauen lassen. Die Bögen, befreit von dieser Last, wurden teilweise mit riesigen Glasscheiben, die von Zugstangen aus Stahl gehalten werden, schließen. Dies diente einerseits dazu, den Vorhallen ihre ursprüngliche Helligkeit wiederzugeben, andererseits aber die ausgestellten Werke vor Witterungseinflüssen zu schützen. Bei dieser Gelegenheit wollte man auch die ältesten Bauteile des Palastes freilegen, die Pfeiler aus Piperno und die Mauern aus Ziegelsteinen, die das Gebäude der Cavallerizza kennzeichneten, sowie die allerersten Bauarbeiten von Giulio Cesare Fontana, indem man die Mauern von dem Verputz und den Stuck befreite, die sie bedeckten.
Restaurierungsarbeiten am sogenannten „Neuen Flügel“ wurden ab den 2010er-Jahren durchgeführt.

## Salone della Meridiana

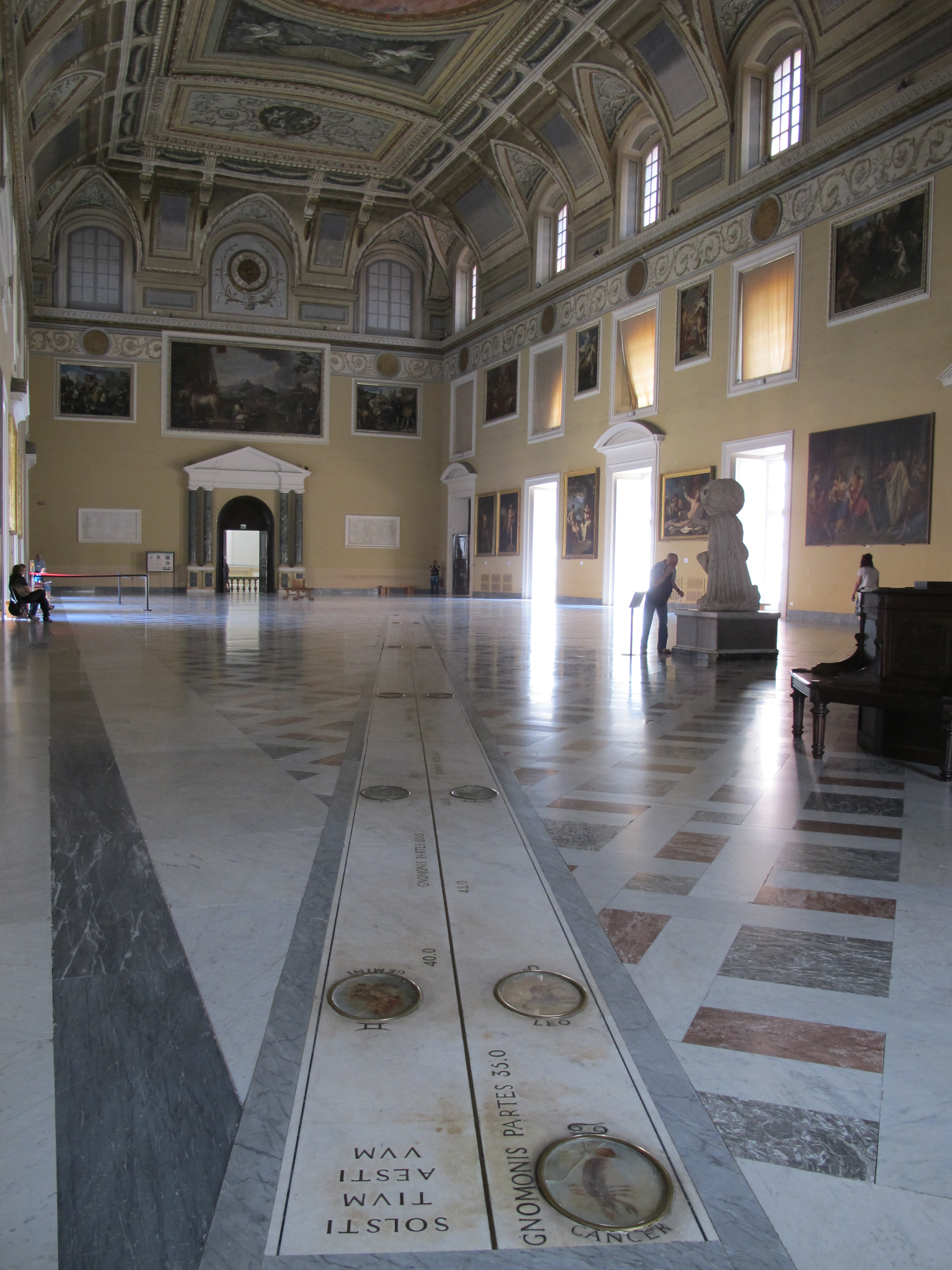
Salone della Meridiana, ein Werk des Architekten Giovanni Antonio Medrano. Im ersten Obergeschoss befindet sich auf dem Bodenbelag die Sonnenuhr.

Dieser „Saal der Sonnenuhr“ befindet sich am Ende des mittleren Zuges der Monumentaltreppe.
Einst „Großer Saal“ genannt, handelt es sich um einen Saal aus dem 17. Jahrhundert in Rechteckform (54 Meter × 20 Meter × 27 Meter), belichtet durch Fenstertüren an drei Seiten; die seitlichen Fenster zeigen zu den beiden Innenhöfen, während die an der Südseite mit Balkonen ausgestattet sind und direkt oberhalb des Eingangs zum Museum liegen. Weitere zwei Fensterreihen befinden sich an den Seiten; die oberen davon befinden sich am Übergang zum Gewölbe. Diese waren seit dem ersten Jahrhundert der Existenz des Palastes wegen der Breite des Saals in statisch schlechtem Zustand, wegen der Erdbeben von 1686 und 1688 war der Palast so baufällig, dass König Karl 1735 Giovanni Antonio Medrano beauftragte, das damals vollständig ruinierte Dach neu zu bauen. Medrano kam auf die geniale Lösung mit dem doppelten Dach: Ein inneres aus Balken und hölzernen Zugstäben, an dem das Gewölbe (das später mit Fresken versehen wurde) aufgehängt war, und ein weiteres, höheres Dach, das das Ganze abdeckte und damit das eigentliche Dach bildete.
1781 realisierte Pietro Bardellino auf dem neu aufgebauten Gewölbe das Fresko, das man heute noch bewundern kann: Es handelt sich um die Preisung der Vorzüge von König Ferdinand IV. und seiner Königin Maria Karolina (deren Porträts er auf einem Bronzeschild darstellte), als Kunstmezäne; sie sind einfach zwischen den zahlreichen allegorischen Figuren, die den Himmel bevölkern, zu erkennen, von denen jede das Symbol trägt, das sie charakterisiert. Der Schriftzug „IACENT NISI PATEANT“ (dt.: Sie liegen, es sei denn, sie öffnen sich) suggeriert ds Programm und die Liberalität des Königs, der bekräftigen wollte, dass Kunstwerke verkümmern, wenn sie nicht ausgestellt und der Öffentlichkeit zugänglich gemacht werden. Das große Fresko wurde 1904 restauriert, wogegen in den Jahren 1967 und 1968 Restaurierungsarbeiten am Dach des großen Saals durchgeführt wurden, wobei beschädigte Fachwerkträger ersetzt, die Schichten abgedichtet und die Dachziegel ersetzt wurden.

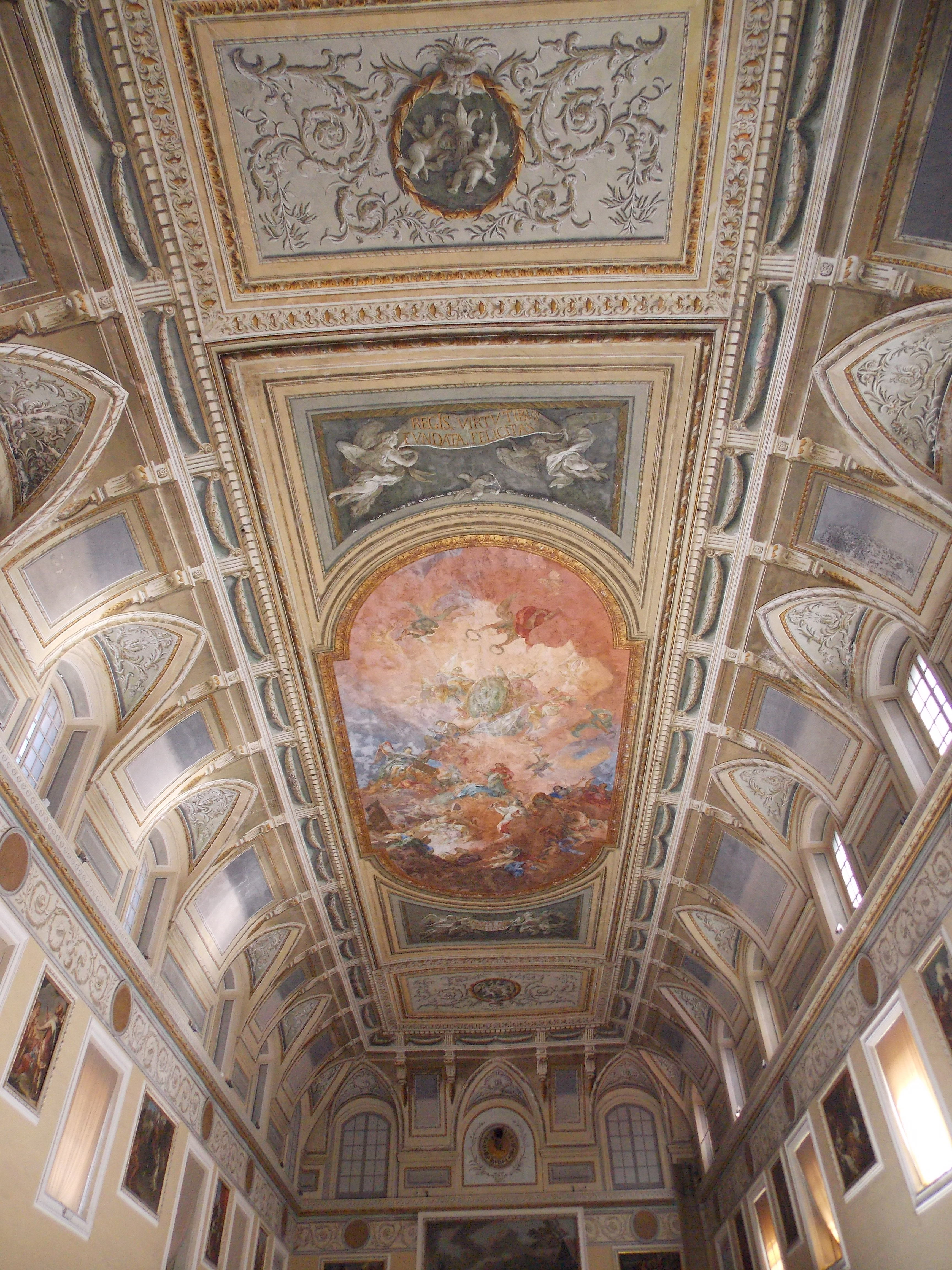
Die Decke des Saales der Sonnenuhr

Entlang der Wände des Saals und im unteren Teil befinden sich mehrere Gemälde aus dem 19. Jahrhundert im „Pompier“stil, die mythologische oder historische Themen zeigen und nicht von großem Wert sind (zur Zeit als Leihgabe im Museo di Capodimonte). Im oberen Teil dagegen gibt es zahlreiche Gemälde des Genueser Malers Giovanni Evangelista Draghi, die die Taten von Alessandro Farnese in Flandern rühmen und ehemals im Palazzo Farnese in Piacenza ausgestellt waren.
Neben der Eingangstür vom Treppenhaus aus gibt es schließlich ein Paar marmorner Epigraphen in lateinischer Sprache aus dem Jahre 1616. Sie waren früher außen am Palast über den Fenstern neben dem heutigen Haupteingang angebracht und eines preist die politischen Verdienste des Vizekönigs Pedro Fernandez de Castro, Graf von Lemos, während das andere an die Verlegung der Universität in den heutigen Museumspalast erinnert.
Ursprünglich war der Saal als Bibliothek gedacht (Librarìa publica), als der Palast noch Sitz der Universität von Neapel war. Als er 1777 zum Real Museo Borbonico wurde, wurde die Farnese-Bibliothek hierhin verlegt und blieb hier bis 1925, dem Jahr, in dem die gesamte Nationalbibliothek in den Palazzo Reale verlegt wurde.
Die Sonnenuhr, die auf den Bodenbelag gezeichnet ist, ist das, was, zusammen mit der Windrose und dem Almanach, vom Projekt des Giuseppe Casella übrigblieb, der 1791 eine Sternwarte in dem Palast installieren wollte. Sie funktioniert aber und der Sonnenstrahl, der durch die Öffnung in der Wand in der Nähe der Südwestecke um Mittag herum in den Saal fällt (genauer zwischen 11.45 Uhr und 12.30 Uhr), zeigt zum einen die Jahreszeit an (im Sommer, wenn die Sonne mehr im Zenit steht, fällt ihr Strahl mehr an den Anfang der Sonnenuhr in der Nähe des Fensters; im Winter, wenn die Sonne niedriger steht, findet er sich eher am anderen Ende der Sonnenuhr zur Mitte des Saals hin), zum anderen die Monate des Jahres, an deren Stelle anmutige Rondelle angebracht sind, die mit den Symbolen der Sternbilder des Tierkreises bemalt sind. Wenn sich die Tierkreiskonstellation ändert, kreuzt der Sonnenstrahl die entsprechende Ronde sehr genau.
Im Saal ist die bekannte Statue des „Farnesischen Atlas“, die auf das 2. Jahrhundert n. Chr. zu datieren ist und in Rom in der Nähe der Porta Pinciana gefunden wurde, ausgestellt, obwohl sie Teil der Farnesischen Sammlungen ist. Die Skulptur, die Atlas zeigt, der einen Globus mit dem Sternenhimmel trägt, erstaunt auch heute noch die Gelehrten: Auf dem Sternenhimmel sind auf der einen Seite Symbolbilder zahlreicher Konstellationen der nördlichen Hemisphäre angebracht (darunter gut erkennbar solche, die Teil des Tierkreises sind), auf der anderen Seite fehlen auch verschiedene Konstellationen nicht, die nur in der südlichen Hemisphäre erkennbar sind. Die Konstellationen im äußersten Süden, die in der Antike unbekannt waren, wurden auf dem nicht sichtbaren Teil des Globus platziert, dort, wo dieser auf den Schultern des Atlas ruht.